# Langley-Walnut Grove (circonscription britanno-colombienne)
Pour les articles homonymes, voir Langley et Walnut Grove.
Circonscription électorale provinciale du Canada
Langley-Walnut Grove est une circonscription provinciale de la Colombie-Britannique représentée à l'Assemblée législative de la Colombie-Britannique depuis 2024.

## Géographie
En 2024, la circonscription représente le quartier de Walnut Grove (en) de la ville de   Langley.

## Liste des députés
| Législature                                                | Années                                                     | Député                                                     | Député                                                     | Parti                                                      |
| Langley-Walnut Grove Circonscription issue de Langley East | Langley-Walnut Grove Circonscription issue de Langley East | Langley-Walnut Grove Circonscription issue de Langley East | Langley-Walnut Grove Circonscription issue de Langley East | Langley-Walnut Grove Circonscription issue de Langley East |
| ---------------------------------------------------------- | ---------------------------------------------------------- | ---------------------------------------------------------- | ---------------------------------------------------------- | ---------------------------------------------------------- |
| 43e                                                        | 2024–en cours                                              |                                                            | Misty Van Popta (en)                                       | Conservatrice                                              |